# Bathysolea lagarderae
Bathysolea lagarderae är en fiskart som beskrevs av Quéro och Desoutter, 1990. Bathysolea lagarderae ingår i släktet Bathysolea och familjen tungefiskar. Inga underarter finns listade.